# پیتر جیمسون
پیتر جیمسون (انگلیسی: Peter Jameson؛ زادهٔ ۲۱ آوریل ۱۹۹۳) بازیکن فوتبال اهل بریتانیا است.
از باشگاه‌هایی که در آن بازی کرده است می‌توان به باشگاه فوتبال یورک سیتی، باشگاه فوتبال بلیث اسپارتانس، باشگاه فوتبال هروگیت تاون، و باشگاه فوتبال دارلینگتون اشاره کرد.